# Tom Gladdis
Tom Gladdis (* 24. Februar 1991 auf der Isle of Wight) ist ein britischer Automobilrennfahrer.

## Karriere
Gladdis begann seine Motorsportkarriere 2007 im Formelsport und ging in der britischen Formel BMW an den Start. Er beendete seine erste Saison auf dem 14. Gesamtrang und nahm außerdem an einigen Rennen der asiatischen und deutschen Formel BMW teil. 2008 wechselte Gladdis in die nordamerikanische Star Mazda Series. Er entschied ein Rennen für sich und wurde mit zwei weiteren Podest-Platzierungen Sechster in der Gesamtwertung.
2009 kehrte Gladdis nach Europa zurück und trat in der neugegründeten Formel 2, einer Meisterschaft in der es keine Teams gab und alle Piloten von derselben Organisation betreut wurden, an. Mit einem sechsten Platz als bestes Resultat belegte er am Saisonende den 20. Gesamtrang. 2010 startete er erneut in der Formel 2. Er nahm an drei Rennwochenenden teil und belegte mit einem zweiten Platz als bestes Resultat den 15. Platz in der Gesamtwertung. Nach der Saison litt Gladdis an einer ernsten Fußverletzung, in deren Folge ihm drei Zehen am linken Fuß amputiert werden mussten. 2011 nahm Gladdis nur am Saisonauftakt der Formel 2 teil.

## Karrierestationen
- 2007: Britische Formel BMW (Platz 14)
- 2008: Star Mazda Series (Platz 6)
- 2009: Formel 2 (Platz 20)
- 2010: Formel 2 (Platz 15)
- 2011: Formel 2 (Platz 23)